# Henri Thévenin
Henri Thévenin, né le 10 janvier 1922 à Vichy où il est mort le 26 août 1993, est un compositeur et écrivain français.

## Biographie
Henri François Thévenin est le fils de Marcel Jean Thévenin (1891-1970) et de Marie Louise Fernande Jaliffier, tous les deux employés des PTT. À la naissance d'Henri, son père est receveur des postes à Randan, mais il devient ensuite commis principal à Vichy, où la famille s'installe. Henri Thévenin est baigné dans la musique dès l'enfance : son père est violoniste et l'un des fondateurs de la Symphonie vichyssoise, l'une de ses tantes, du côté paternel, est pianiste et enseigne le piano à Vichy.
Il entre au Conservatoire de Clermont-Ferrand et obtient en 1946 le premier prix d'harmonie.
Il vécut à Vichy, où il était organiste titulaire du temple protestant. Il est enterré au cimetière de Vichy.
Auteur d'œuvres orchestrales, de musique de chambre et de mélodies. Il a publié deux recueils de poésies, ainsi que des contes.